# Craig Ludwig
Craig Lee Ludwig (* 15. März 1961 in Rhinelander, Wisconsin) ist ein ehemaliger US-amerikanischer Eishockeyspieler und -trainer, der im Verlauf seiner aktiven Karriere zwischen 1979 und 1999 unter anderem 1433 Spiele für die Canadiens de Montréal, New York Islanders, Minnesota North Stars und Dallas Stars in der National Hockey League auf der Position des Verteidigers bestritten hat. Ludwig gewann während seiner 17 Spielzeiten in der NHL insgesamt zweimal den Stanley Cup – im Jahr 1986 mit den Canadiens de Montréal und im Jahr 1999 mit den Dallas Stars. Seine Söhne C. J. Ludwig, Trevor Ludwig und Tyler Ludwig waren ebenfalls professionelle Eishockeyspieler.

## Karriere
Craig Ludwig begann seine Karriere als Eishockeyspieler in der Mannschaft der University of North Dakota, in der er von 1979 bis 1982 aktiv war. In diesem Zeitraum wurde er im NHL Entry Draft 1980 in der dritten Runde als insgesamt 61. Spieler von den Canadiens de Montréal ausgewählt. Für die Kanadier gab der Verteidiger in der Saison 1982/83 sein Debüt in der National Hockey League, wobei er in seinem Rookiejahr in insgesamt 83 Spielen 25 Vorlagen gab. In der Saison 1985/86 gewann er mit Montréal erstmals in seiner Laufbahn den prestigeträchtigen Stanley Cup. Drei Jahre später scheiterte er mit seinem Team in den Finalspielen an den Calgary Flames.
Nachdem er die Saison 1990/91 durch ein Tauschgeschäft mit Gerald Diduck bei den New York Islanders verbracht hatte, schloss sich der US-Amerikaner den Minnesota North Stars an. Dem Franchise blieb er auch nach dessen Umzug nach Dallas und der Umbenennung in Dallas Stars treu. Bei den Texanern beendete er im Anschluss an die Saison 1998/99, in der er zum zweiten Mal den Stanley Cup gewann, seine aktive Laufbahn. 
In der Saison 2000/01 war Ludwig als Assistenztrainer bei den Utah Grizzlies aus der International Hockey League tätig. In gleicher Funktion arbeitete er im folgenden Jahr bei seinem Ex-Club Dallas Stars in der National Hockey League.

## Erfolge und Auszeichnungen
| - 1980 Broadmoor-Trophy-Gewinn mit der University of North Dakota - 1980 NCAA-Division-I-Championship mit der University of North Dakota - 1982 Broadmoor-Trophy-Gewinn mit der University of North Dakota - 1982 NCAA-Division-I-Championship mit der University of North Dakota | - 1982 WCHA Second All-Star Team - 1986 Stanley-Cup-Gewinn mit den Canadiens de Montréal - 1999 Stanley-Cup-Gewinn mit den Dallas Stars |

## Karrierestatistik

### International
Vertrat die USA bei:
- Junioren-Weltmeisterschaft 1981

(Legende zur Spielerstatistik: Sp oder GP = absolvierte Spiele; T oder G = erzielte Tore; V oder A = erzielte Assists; Pkt oder Pts = erzielte Scorerpunkte; SM oder PIM = erhaltene Strafminuten; +/− = Plus/Minus-Bilanz; PP = erzielte Überzahltore; SH = erzielte Unterzahltore; GW = erzielte Siegtore; 1 Play-downs/Relegation; Kursiv: Statistik nicht vollständig)